# جون واتس (سياسي)
جون واتس هو محامي وقاضي وسياسي أمريكي، ولد في 27 أغسطس 1749 في نيويورك في الولايات المتحدة، وتوفي في 3 سبتمبر 1836. نشط حزبياً في الحزب الفيدرالي الأمريكي. وقد انتخب عضو جمعية ولاية نيويورك ‏ وانتخب Recorder of New York City ‏ وانتخب عضو مجلس النواب الأمريكي ‏.